# 52 Cadogan Square

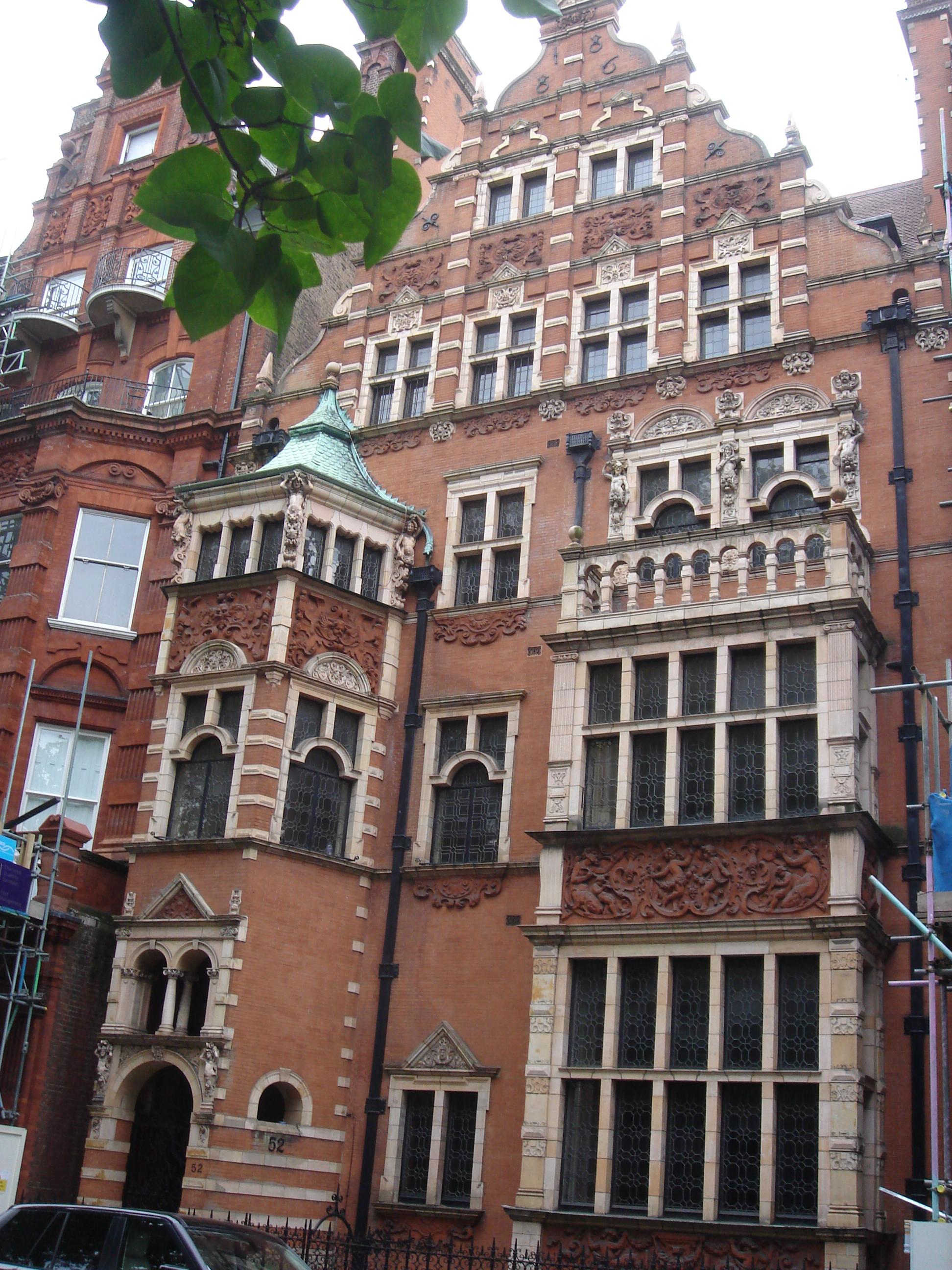
Vista do 52 Cadogan Square.

52 Cadogan Square é um prédio residencial na Praça Cadogan, Londres.
Foi construído em 1886-87 e o arquiteto encarregado foi Sir Ernest George, o construtor foi Sir Thomas Andros de la Rue.